# Samuel W. Crawford
Samuel Wylie Crawford (Contea di Franklin, 8 novembre 1829 – Filadelfia, 3 novembre 1892) è stato un medico e generale statunitense.

## Biografia
Nativo della Pennsylvania, si laureò all'università statale nel 1850 e l'anno successivo, ottenuta la licenza medica, si unì all'esercito statunitense. Assegnato al presidio di Fort Sumter, si trovò quindi coinvolto nella prima battaglia della guerra civile; Crawford, nonostante fosse un medico e quindi non obbligato a prendere le armi, fu tra i difensori più arditi del forte, comandando personalmente alcune delle sue batterie.
Avendo mostrato buone capacità di comando, fu ammesso come maggiore nei gradi più alti dell'esercito. Nel 1862 guidò un costosissimo attacco alla battaglia di Cedar Mountain, che fu però decisivo nel mettere in fuga i confederati e lo fece quindi promuovere a brigadier generale.
Ferito alla battaglia di Antietam, per un lungo periodo venne lasciato a riposo, poi al comando della riserva in Pennsylvania e infine delle difese di Washington. La battaglia di Gettysburg lo costrinse tuttavia a tornare a combattere, e durante la battaglia fu uno dei comandanti unionisti più propositivi, guidando la carica a Little Round Top e contribuendo alla rotta finale confederata.
Ferito nuovamente durante l'assedio di Petersburg, era presente alla resa di Appomattox; lui e Truman Seymour erano gli unici ad essere stati presenti sia all'inizio della guerra che alla sua fine. Dopo la guerra rimase nell'esercito fino al 1873, occupandosi poi di preservare il campo di battaglia di Gettysburg come monumento nazionale. Dopo la sua morte nel 1892, in ricordo del suo eroismo e del suo impegno a favore della memoria nazionale, gli è stata eretta una statua di bronzo a Gettysburg.